# یورگ دیش
یورگ دیش (انگلیسی: Jörg Diesch؛ زادهٔ ۲۹ سپتامبر ۱۹۵۱) قایقران قایق بادبانی اهل آلمان بود.